# Cyclopogon itatiaiensis
Cyclopogon itatiaiensis är en orkidéart som först beskrevs av Friedrich Fritz Wilhelm Ludwig Kraenzlin, och fick sitt nu gällande namn av Frederico Carlos Hoehne. Cyclopogon itatiaiensis ingår i släktet Cyclopogon, och familjen orkidéer. Inga underarter finns listade i Catalogue of Life.